# Moses Witbooi

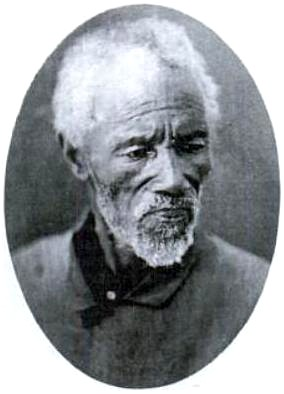
Moses Witbooi (1876)

Kido Moses Witbooi, eigentlich ǀGâbeb ǃA-ǁîmabKlicklaut (* 1807/1808 in Pella, Kapkolonie, heute Südafrika; † 22. Februar 1888 in Gibeon, heute Namibia) war von 1885 bis zu seinem Tod Kaptein der Witbooi (ǀKhowesin).
Moses Witbooi war der Sohn des Häuptlings Kido Witbooi (ǂA-ǁêib) und Vater von Hendrik Witbooi (ǃNanseb ǀGabemab). Er wurde in Stammesfehden von Paul Visser getötet, der sich anschließend in der Siedlung Hornkranz zum Kaptein der Witbooi und Kaptein von Groß-Namaland erklärte. Doch Hendrik Witbooi rächte seinen Vater, tötete Visser am 12. Juli 1888 und machte sich zum neuen Kaptein.